# Bergmann
Tw 245 "Bergmann" – powojenne oznaczenie tramwaju elektrycznego serii 245, wytwarzanego w 1927 roku w Gdańskiej Fabryce Wagonów (niem. Danziger Waggon Fabrik) i eksploatowanego w Gdańsku. Przed wojną zwany był potocznie z niemieckiego Heubuder, ze względu na eksploatowanie tych pojazdów dla nowo otwartej linii nr 4 z Centrum na kąpielisko Stogi (Heubude).

## Konstrukcja

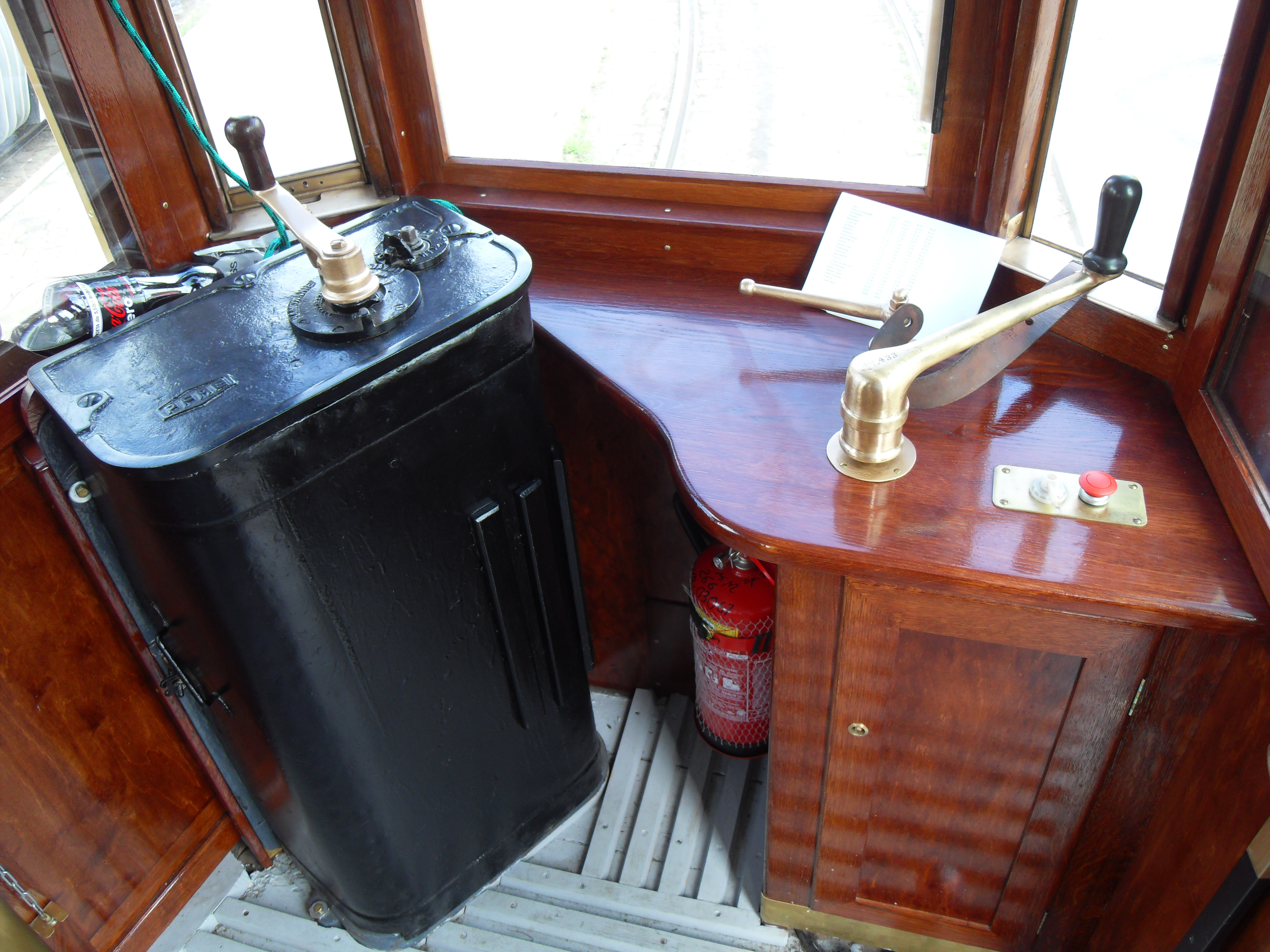
Stanowisko motorniczego (przed remontem w latach 2023-2025)

Wagony typu Bergmann to jednoczłonowe, dwustronne i dwukierunkowe wozy silnikowe. Pudło wagonu osadzono na dwuosiowym podwoziu. Stanowisko motorniczego umieszczono na osłoniętym pomoście, a drzwi wejściowe są odsuwane. Wewnątrz zamontowano drewniane siedzenia z listewek – z jednej strony pojedyncze, z drugiej podwójne.

## Wersje
24 wagony z 1927 roku wyprodukowano w dwóch wersjach różniących się wyposażeniem elektrycznym:
- pierwsza seria z wyposażeniem firmy AEG – silniki AEG-USL323a 2x45 kW (dostarczone przed pierwszym uruchomieniem linii na Stogi 1 lipca 1927)
- druga seria z wyposażeniem firmy Bergmann – silniki Bergmann SL49n 2x46 kW (dostarczone jesienią 1927)

## Eksploatacja
Tramwaje te wprowadzono do eksploatacji w roku 1927 w związku z otwarciem linii do kąpieliska w dzielnicy Stogi. Eksploatowane były do początku lat 70. XX wieku i poddawane modernizacjom (m.in. poprzez montaż wyposażenia elektrycznego z tramwajów Konstal 4N).
Pod koniec lat 80. XX wieku dzięki staraniom gdańskich miłośników komunikacji doprowadzono do odbudowy wagonu z drugiej serii produkcyjnej, wycofanego 31 marca 1973. Wyposażenie elektryczne i silniki pochodzą z wagonu 4N, oraz pantograf z Konstal 105N, ale odtworzony wygląd zewnętrzny odpowiada początkowemu okresowi eksploatacji. Historyczny wagon oznaczony numerem 266 uczestniczy w przejazdach okolicznościowych. W styczniu 2025 zakończył się jego remont.